# Ephemerella aurivillii
Ephemerella aurivillii är en dagsländeart som först beskrevs av Simon Bengtsson 1908.  Ephemerella aurivillii ingår i släktet Ephemerella och familjen mossdagsländor. Arten är reproducerande i Sverige. Inga underarter finns listade i Catalogue of Life.